# Herrarnas K-1 1000 meter i kanotsport vid olympiska sommarspelen 2012
Herrarnas K-1 1000 meter vid olympiska sommarspelen 2012 hölls mellan 6 augusti och 8 augusti på Eton Dorney i London. Deltagarna delades upp i försöksheat där de 16 bästa gick vidare till semifinal. I semifinalen gick de åtta bästa vidare till A-final medan de övriga gick till B-final.

## Medaljörer
| Gren           | Guld                     | Silver                    | Brons             |
| K1, 1000 meter | Eirik Verås Larsen Norge | Adam van Koeverden Kanada | Max Hoff Tyskland |

## Schema
Försöksheat

6 augusti, 09:30

Semifinal

6 augusti, 10:58

Final

8 augusti, 09:30

## Resultat

### Försöksheat

#### Heat 1
| Plac. | Kanotist           | Land           | Tid      | Notering |
| ----- | ------------------ | -------------- | -------- | -------- |
| 1     | Adam van Koeverden | Kanada         | 3:28.697 | Q        |
| 2     | Marko Tomićević    | Serbien        | 3:30.693 | Q        |
| 3     | Miroslav Kirchev   | Bulgarien      | 3:30.768 | Q        |
| 4     | Jorge García       | Kuba           | 3:30.852 | Q        |
| 5     | Tim Brabants       | Storbritannien | 3:31.869 | Q        |
| 6     | Pavel Nikolaev     | Ryssland       | 3:35.466 |          |
| 7     | Maximilian Benassi | Italien        | 3:35.543 |          |
| 8     | Joshua Utanga      | Cooköarna      | 4:32.064 |          |

#### Heat 2
| Plac. | Kanotist            | Land        | Tid      | Notering |
| ----- | ------------------- | ----------- | -------- | -------- |
| 1     | Anders Gustafsson   | Sverige     | 3:34.419 | Q        |
| 2     | Ben Fouhy           | Nya Zeeland | 3:35.610 | Q        |
| 3     | Aleh Jurenja        | Belarus     | 3:36.012 | Q        |
| 4     | Zhou Yubo           | Kina        | 3:36.994 | Q        |
| 5     | Francisco Cubelos   | Spanien     | 3:37.791 | Q        |
| 6     | Ahmad Reza Talebian | Iran        | 3:39.504 |          |
| 7     | Mostafa Mansour     | Egypten     | 4:09.651 |          |

#### Heat 3
| Plac. | Kanotist            | Land       | Tid      | Notering |
| ----- | ------------------- | ---------- | -------- | -------- |
| 1     | René Holten Poulsen | Danmark    | 3:30.284 | Q        |
| 2     | Max Hoff            | Tyskland   | 3:30.709 | Q        |
| 3     | Eirik Verås Larsen  | Norge      | 3:31.288 | Q        |
| 4     | Mohamed Mrabet      | Tunisien   | 3:32.204 | Q        |
| 5     | Cyrille Carré       | Frankrike  | 3:32.705 | Q        |
| 6     | Murray Stewart      | Australien | 3:32.768 | q        |
| 7     | Marek Krajčovič     | Slovakien  | 3:39.649 |          |

### Semifinaler

#### Heat 1
| Plac. | Kanotist            | Land           | Tid      | Notering |
| ----- | ------------------- | -------------- | -------- | -------- |
| 1     | Adam van Koeverden  | Kanada         | 3:28.209 | Q        |
| 2     | Eirik Verås Larsen  | Norge          | 3:29.547 | Q        |
| 3     | René Holten Poulsen | Danmark        | 3:30.247 | Q        |
| 4     | Tim Brabants        | Storbritannien | 3:30.769 | Q        |
| 5     | Miroslav Kirchev    | Bulgarien      | 3:30.818 |          |
| 6     | Ben Fouhy           | Nya Zeeland    | 3:32.572 |          |
| 7     | Zhou Yubo           | Kina           | 3:36.163 |          |
| 8     | Cyrille Carré       | Frankrike      | 3:38.981 |          |

#### Heat 2
| Plac. | Kanotist          | Land       | Tid      | Notering |
| ----- | ----------------- | ---------- | -------- | -------- |
| 1     | Max Hoff          | Tyskland   | 3:29.294 | Q        |
| 2     | Aleh Jurenja      | Belarus    | 3:29.825 | Q        |
| 3     | Anders Gustafsson | Sverige    | 3:31.149 | Q        |
| 4     | Francisco Cubelos | Spanien    | 3:31.833 | Q        |
| 5     | Jorge García      | Kuba       | 3:31.937 |          |
| 6     | Murray Stewart    | Australien | 3:32.975 |          |
| 7     | Marko Tomićević   | Serbien    | 3:43.589 |          |
| 8     | Mohamed Mrabet    | Tunisien   | 3:44.545 |          |

### Finaler

#### B-final
| Plac. | Kanotist         | Land        | Tid      |
| ----- | ---------------- | ----------- | -------- |
| 1     | Jorge García     | Kuba        | 3:29.938 |
| 2     | Marko Tomićević  | Serbien     | 3:30.754 |
| 3     | Miroslav Kirchev | Bulgarien   | 3:33.051 |
| 4     | Cyrille Carré    | Frankrike   | 3:33.513 |
| 5     | Mohamed Mrabet   | Tunisien    | 3:33.515 |
| 6     | Ben Fouhy        | Nya Zeeland | 3:34.710 |
| 7     | Zhou Yubo        | Kina        | 3:36.110 |
| 8     | Murray Stewart   | Australien  | 3:40.834 |

#### A-final
| Plac. | Kanotist            | Land           | Tid      |
| ----- | ------------------- | -------------- | -------- |
| 1     | Eirik Verås Larsen  | Norge          | 3:26.462 |
| 2     | Adam van Koeverden  | Kanada         | 3:27.170 |
| 3     | Max Hoff            | Tyskland       | 3:27.759 |
| 4     | René Holten Poulsen | Danmark        | 3:29.483 |
| 5     | Anders Gustafsson   | Sverige        | 3:29.919 |
| 6     | Aleh Jurenja        | Belarus        | 3:32.396 |
| 7     | Francisco Cubelos   | Spanien        | 3:32.521 |
| 8     | Tim Brabants        | Storbritannien | 3:34.833 |